# Železniční trať Záhřeb–Rijeka
Železniční trať Záhřeb–Rijeka (chorvatsky Željeznička pruga Zagreb–Rijeka, v chorvatské železniční síti označovaná pod číslem M202 nebo 60) je jednokolejná elektrizovaná trať, spojující chorvatskou metropoli Záhřeb s přístavním městem Rijeka. Je dlouhá 229 km a vede jihovýchodním směrem. 

## Historie
Trať byla budována směrem od Záhřebu dále na jihovýchod. Prvním zprovozněným úsekem se stala v roce 1865 sekce mezi městy Zidani Most (v dnešním Slovinsku) a Sisakem. Byla součástí rakouské Jižní dráhy. 6. září 1873 byl zprovozněn úsek trati z Karlovace do Rijeky, čímž bylo možné provozovat přímé vlaky z Rijeky až do Budapešti. V roce 1880 trať odkoupila uherská vláda, která měla zájem na dalším prodloužení trati směrem k moři. Ještě v první polovině 70. let 19. století totiž začala vláda budova rozsáhlý přístav v Rijece, který se měl stát klíčovým pro ekonomický rozvoj Uherska. Na začátku 20. století dosáhl obrat cestujících i zboží v rijeckém přístavu rekordních hodnot, což také znamenalo nárůst provozu na trati. Jen v roce 1906 bylo po trati přepraveno na padesát tisíc lidí. Mnozí z nich byli vystěhovalci, kteří tudy směřovali do USA. 
Po roce 1918 připadla trať Království Srbů, Chorvatů a Slovinců, na nádraží v Rijece byl zřízen hraniční přechod se sousední Itálií (jejíž součástí bylo město Rijeka až do druhé světové války). Během konfliktu byla trať cílem různých záškodnických akcí; specializoval se na ně žumeracko-pokupský oddíl Jugoslávských partyzánů. Po skončení konfliktu byla v rámci modernizace jugoslávské  dopravní sítě trať modernizována a postupně elektrizována. První byl v roce 1953 dokončen úsek Rijeka-Fužine, o sedm let později následoval úsek Fužine-Moravice, v roce 1963 úsek Moravice-Karlovac a v roce 1970 byla dokončena elektrizace celé trati až do Záhřebu. Později bylo sjednoceno napětí na standard, užívaný i na trati Bělehrad–Záhřeb.
Trasování trati nebylo v průběhu historie nikdy měněno, ačkoliv na začátku 21. století se objevil záměr trať modernizovat a zrychlit na ní provoz.[zdroj?] Přeložení části trati a výstavba potřebných tunelů by si měly vyžádat náklady okolo 2 miliard eur.

## Vlečky
K trati patří rovněž i několik krátkých tratí (vleček), např. 12,554 km dlouhá železniční trať Škrljevo-Bakar, 3,985 km dlouhá trať ze Sušaku do Brajdici (v rijeckém přístavu) a 1,853 km dlouhá trať mezi Rijekou a Brajdicí. Všechny tři se nacházejí v blízkosti samotné Rijeky.

## Stanice
- Záhřeb
- Trešnjevka
- Remetinec
- Hrvatski Leskovac
- Horvati
- Mavračići
- Zdenčina
- Desinec
- Jastrebarsko
- Domagović
- Lazina
- Draganići
- Karlovac
- Mrzlo Polje
- Duga Resa
- Belavići
- Zvečaj
- Gornji Zvečaj
- Generalski stol
- Donje Dubrave
- Gornje Dubrave
- Tounj
- Kukača
- Košare
- Oštarije
- Ogulin
- Ogulinski Hreljin
- Ljubošina
- Gomirje
- Vrbovsko
- Moravice
- Brod Moravice
- Žrnovac
- Skrad
- Kupjak
- Zalesina
- Delnice
- Lokve
- Vrata
- Fužine
- Lič
- Drivenik
- Zlobin
- Plase
- Melnice
- Meja
- Škrljevo
- Sušak-Pećine
- Rijeka

## Fotogalerie

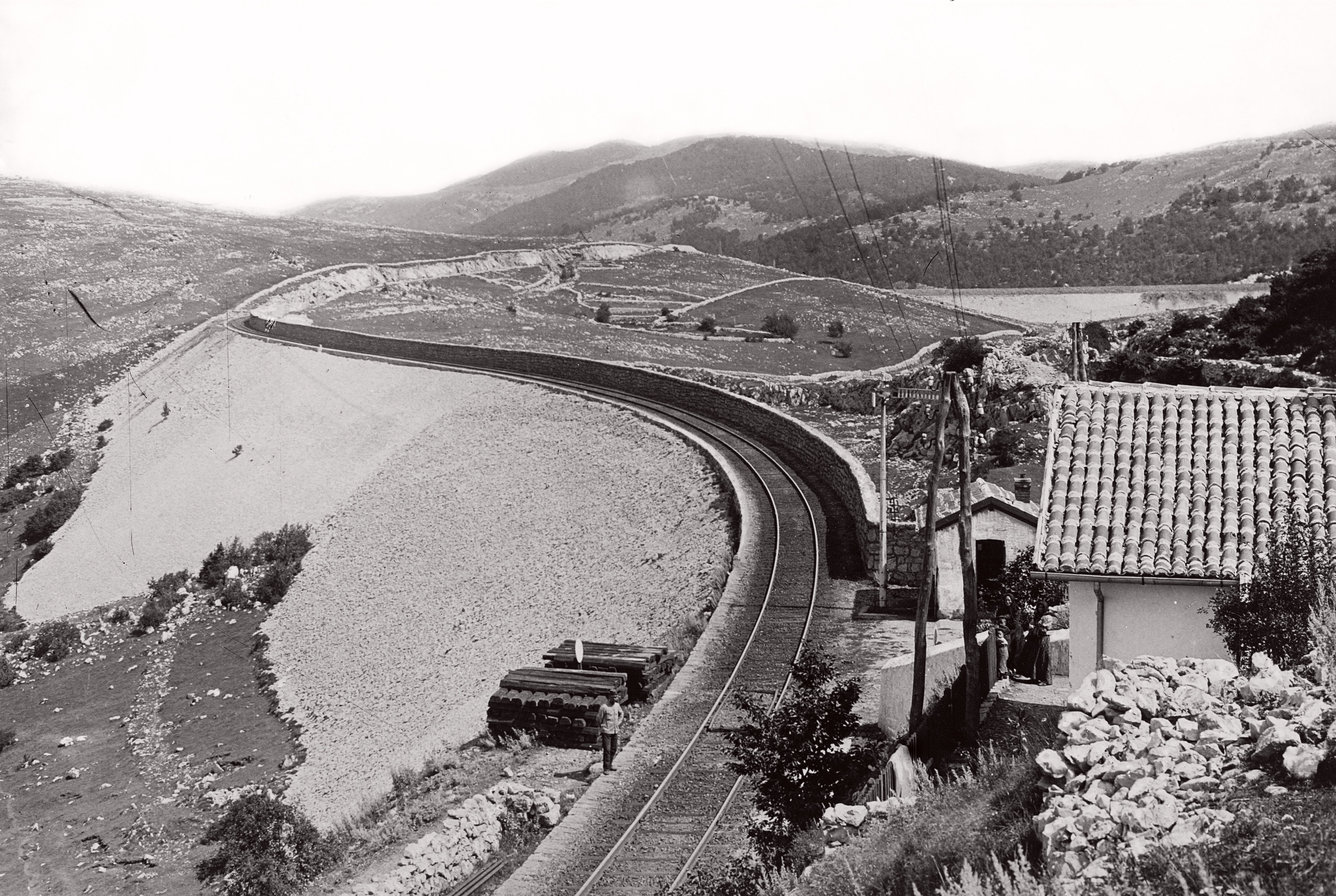
Trať v roce 1908
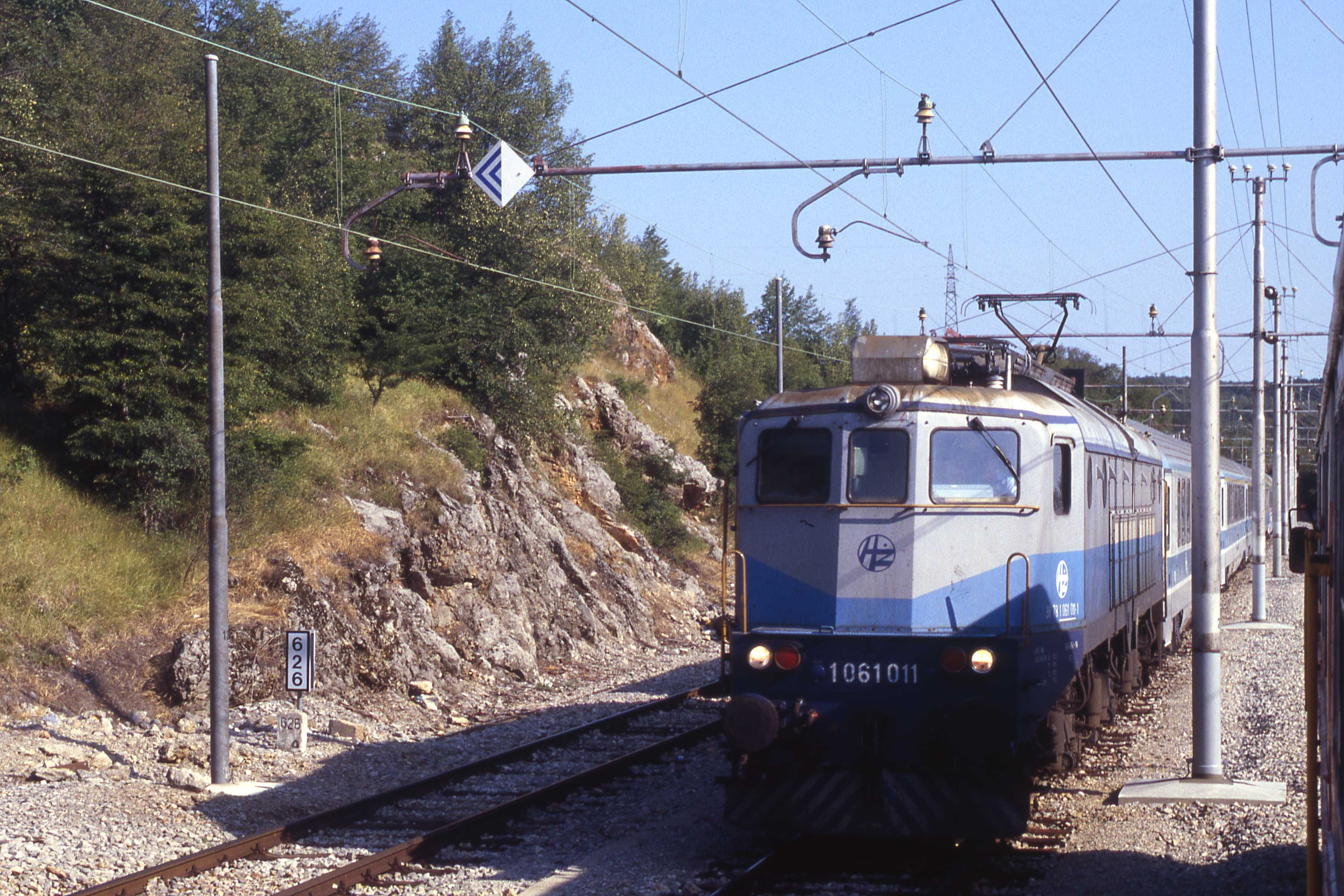
Trať v roce 2004
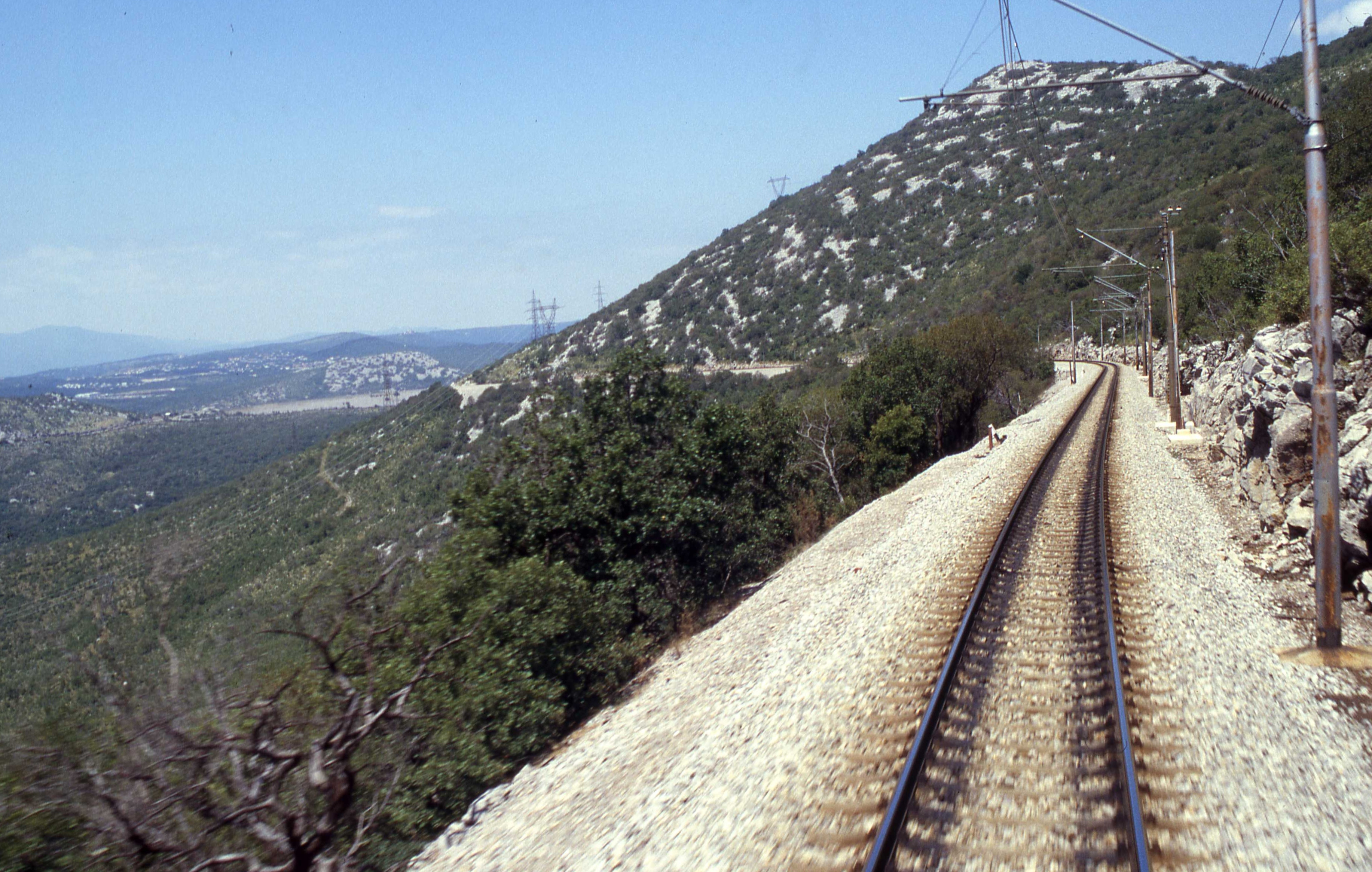
Trať u Oštarije
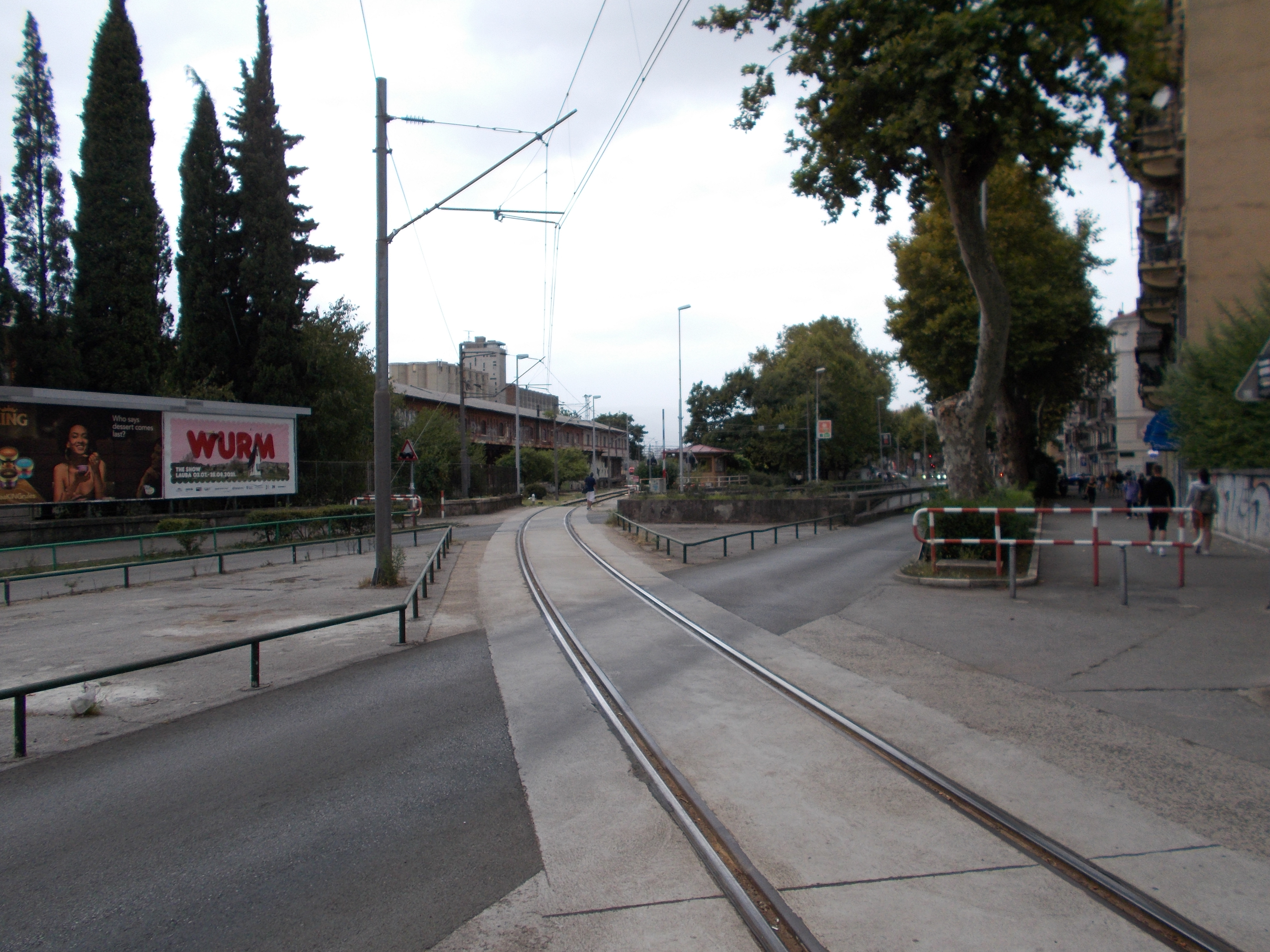
Trať v centru Rijeky
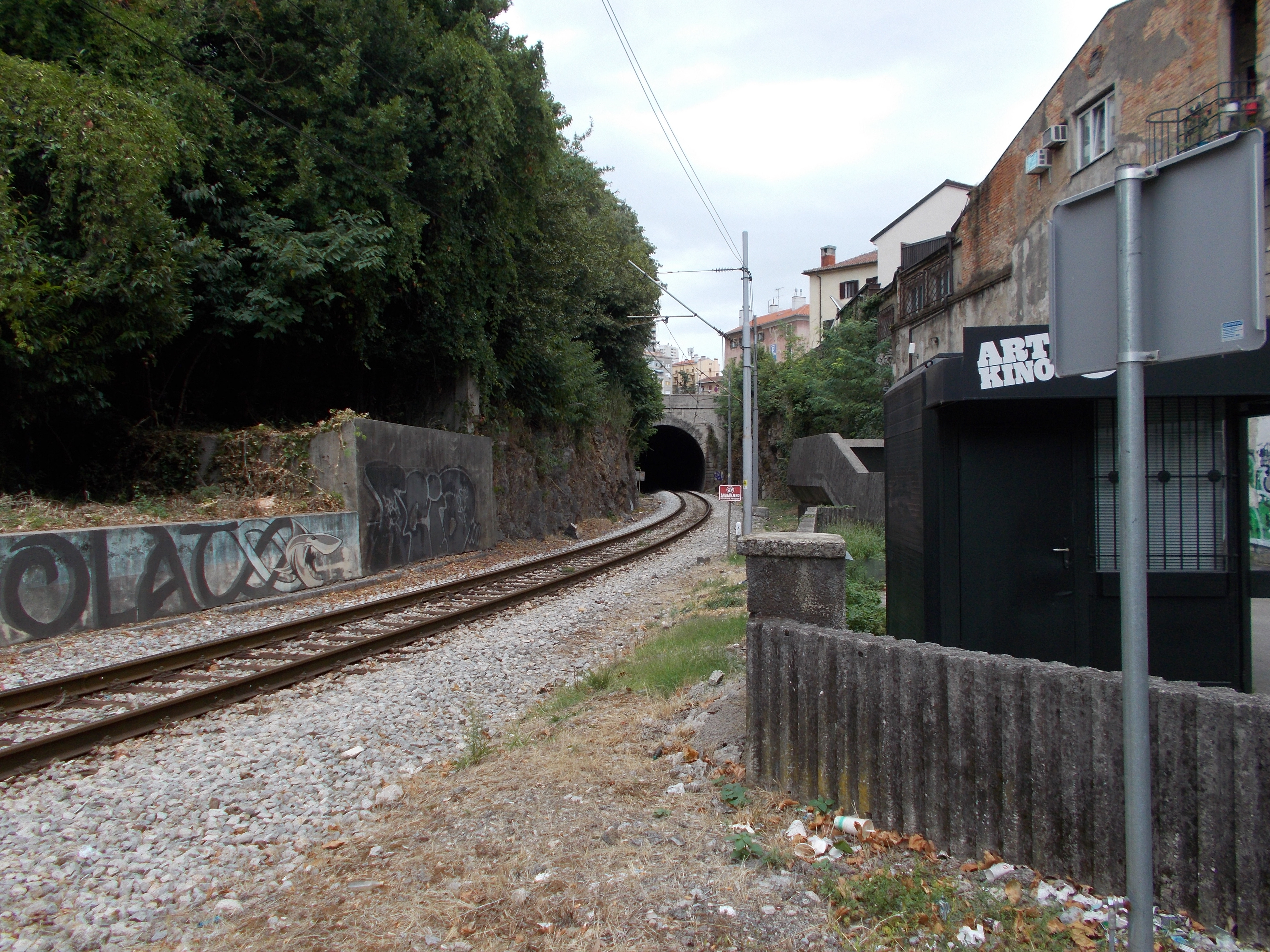
Tunel Brajdica
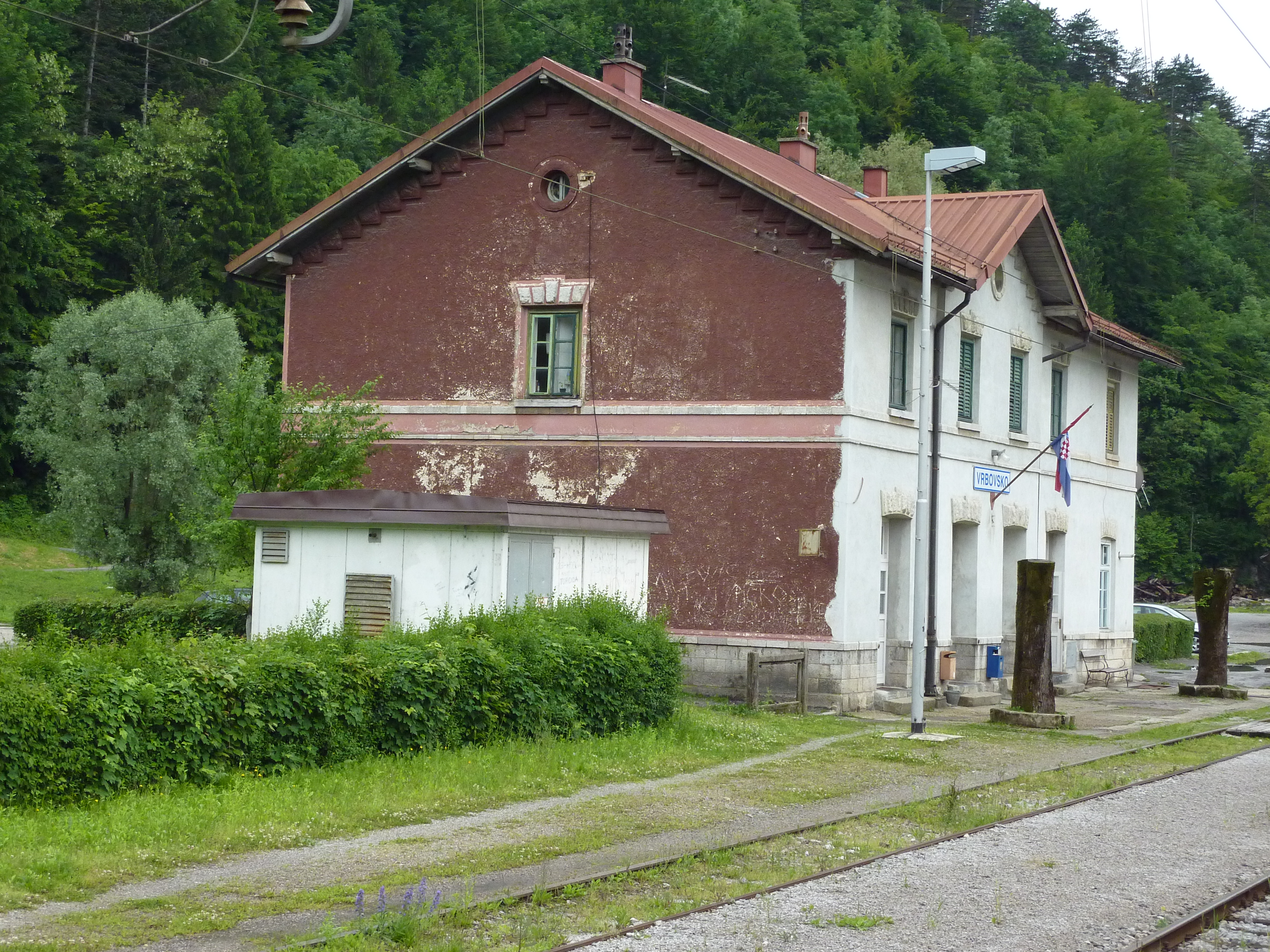
Stanice Vrbovsko
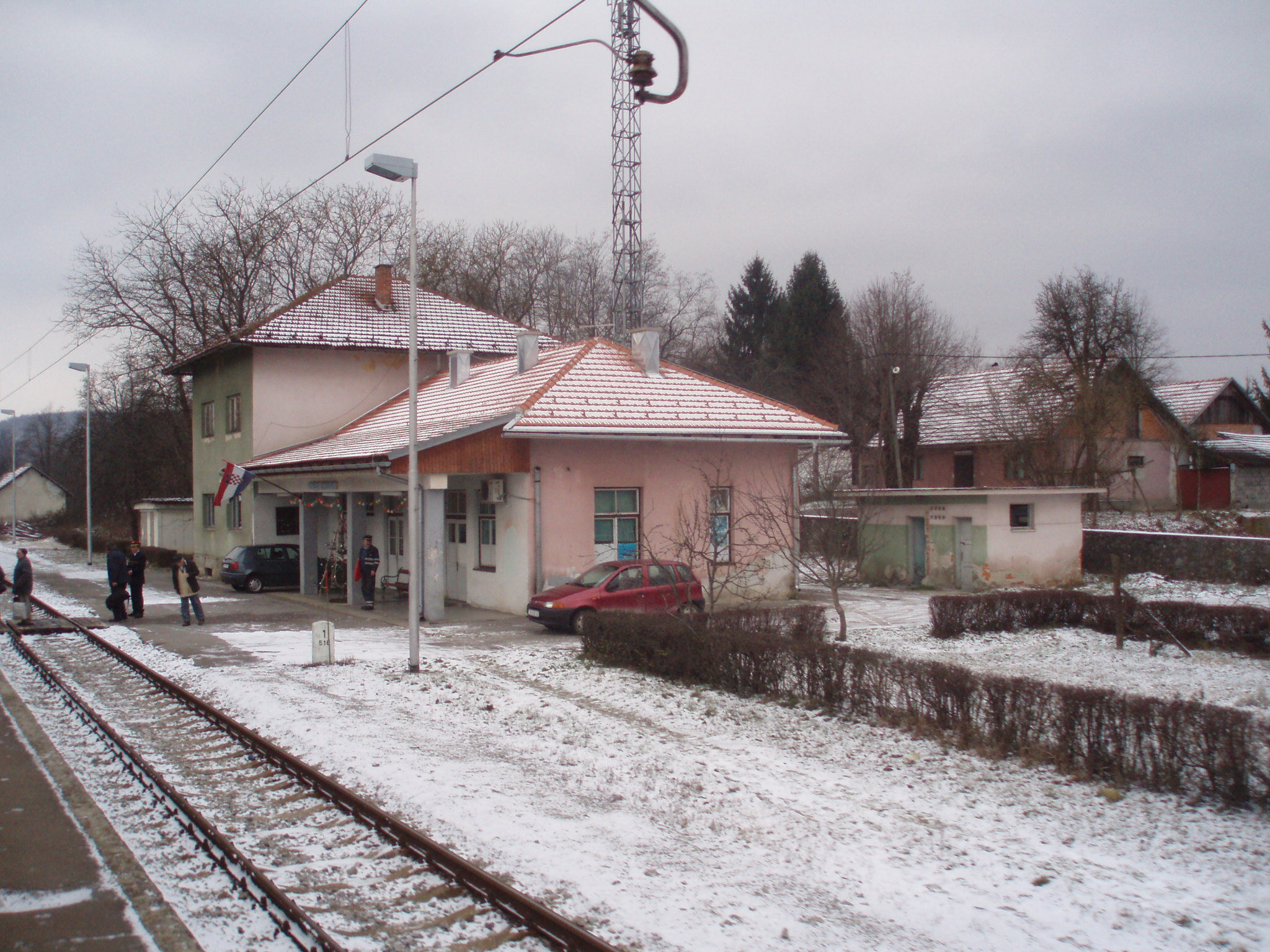
Stanice Gornje Dubrave